# Hetaeria heterosepala
Espèce
Synonymes
- Cheirostylis heterosepala Rchb.f.[1]
- Zeuxine commelinoides A.Chev.[1]
- Zeuxine heterosepala (Rchb.f.) Geerinck[1]
- Zeuxine odzalaensis Geerinck & Lejoly[1]

Hetaeria heterosepala est une espèce de plantes de la famille des Orchidées et du genre Hetaeria, présente dans plusieurs pays d'Afrique tropicale.